# Memorial Cup 2015
Memorial Cup w 2015 roku odbył się w dniach 21–31 maja w Quebec. Był to 97. edycja turnieju o mistrzostwo Canadian Hockey League. Uczestniczyły w nim: drużyna gospodarzy, Quebec Remparts, oraz zwycięzcy lig WHL, OHL oraz QMJHL w sezonie 2014/2015. Quebec o prawa do organizacji turnieju wygrało z Chicoutimi Saguenéens.

## Nagrody
- Stafford Smythe Memorial Trophy (Najbardziej Wartościowy Zawodnik (MVP)):  Leon Draisaitl (Kelowna Rockets)
- Ed Chynoweth Trophy (Najskuteczniejszy zawodnik):  Leon Draisaitl (Kelowna Rockets)
- George Parsons Trophy (Uczciwy zawodnik): Alexis Loiseau (Rimouski Océanic)
- Hap Emms Memorial Trophy (Najlepszy bramkarz): Ken Appleby (Oshawa Generals)
- Skład gwiazd turnieju:

Bramkarz: Ken Appleby (Oshawa Generals)
Obrońcy: Madison Bowey (Kelowna Rockets), Ryan Graves (Quebec Remparts)
Napastnicy: Nick Merkley (Kelowna Rockets), Michael McCarron (Oshawa Generals), Michael Dal Colle (Oshawa Generals)